# Tolejny
Tolejny (deutsch Tolleinen) ist ein kleines Dorf in der polnischen Woiwodschaft Ermland-Masuren. Es gehört zur Gmina Olsztynek (Stadt- und Landgemeinde Hohenstein i. Ostpr.) im Powiat Olsztyński (Kreis Allenstein).

## Geographische Lage
Tolejny liegt in der südwestlichen Woiwodschaft Ermland-Masuren, 21 Kilometer südöstlich der einstigen Kreisstadt Osterode in Ostpreußen (polnisch Ostróda) bzw. 22 Kilometer südwestlich der jetzigen Kreismetropole und auch Woiwodschaftshauptstadt Olsztyn (deutsch Allenstein).

## Geschichte
Tolynne, nach 1410 Tollien und nach 1559 Tolleinengenannt, wurde wohl im Jahre 1351 erstmals erwähnt und bestand aus ein paar kleinen Gehöften. Von 1874 bis 1945 war das Dorf in den Amtsbezirk Wittigwalde (polnisch Wigwałd) im Kreis Osterode in Ostpreußen eingegliedert.
Im Jahre 1910 waren in Tolleinen 86 Einwohner gemeldet. Ihre Zahl belief sich 1933 auf 75 und 1939 auf 65.
Als 1945 in Kriegsfolge das gesamte südliche Ostpreußen an Polen fiel, war auch Tolleinen davon betroffen. Das Dorf erhielt die polnische Namensform „Tolejny“ und ist heute – als Teil des Schulzenamts (polnisch Sołectwo) Łęciny (Langstein) – eine Ortschaft innerhalb der Stadt- und Landgemeinde Olsztynek (Hohenstein i. Ostpr.) im Powiat Olsztyński (Kreis Allenstein), bis 1998 der Woiwodschaft Olsztyn, seither der Woiwodschaft Ermland-Masuren mit Sitz in Olsztyn (Allenstein) zugehörig. Am 26. Oktober 2020 zählte Tolejny 42 Einwohner.

## Kirchen
Bis 1945 war Tolleinen in die evangelische Pfarrkirche Hohenstein (Ostpreußen) in der Kirchenprovinz Ostpreußen der Kirche der Altpreußischen Union, außerdem in die römisch-katholische Kirche Hohenstein i. Ostpr im Bistum Ermland eingepfarrt. Heute gehört Tolejny ebenfalls zu der nun Olsztynek genannten Stadt: zur dortigen römisch-katholischen Kirche, jetzt im Erzbistum Ermland gelegen, sowie zur evangelischen Kirchengemeinde, die jetzt eine Filialgemeinde der Christus-Erlöser-Kirche Olsztyn in der Diözese Masuren der Evangelisch-Augsburgischen Kirche in Polen ist.

## Verkehr
Tolejny liegt an einer Nebenstraße, die als Kreisstraße (polnisch Droga powiatowa) 1232N von Olsztynek (Hohenstein i. Ostpr.) über Wigwałd (Wittigwalde) bis nach Ostrowin (Osterwein) führt. Ein Bahnanschluss besteht nicht.